# Grötskäret, Korsholm
Grötskäret är en ö i Finland. Den ligger i Norra kvarken och i kommunen Korsholm i landskapet Österbotten, i den västra delen av landet. Ön ligger omkring 17 kilometer nordväst om Vasa och omkring 390 kilometer nordväst om Helsingfors.
Öns area är 6,6 hektar och dess största längd är 400 meter i öst-västlig riktning.

## Klimat
Inlandsklimat råder i trakten. Årsmedeltemperaturen i trakten är 4 °C. Den varmaste månaden är augusti, då medeltemperaturen är 16 °C, och den kallaste är januari, med −10 °C.